# روگل
روگل (به آلمانی: Ruggell) شمالی‌ترین شهرستان کشور پادشاهی لیختن اشتاین می‌باشد.